# Salto de esqui nos Jogos Olímpicos de Inverno de 1994
O salto de esqui nos Jogos Olímpicos de Inverno de 1994 consistiu de três eventos realizados na Lysgårdsbakken, em Lillehammer, na Noruega.

## Medalhistas
Masculino
| Evento                           | Ouro                                                                    | Prata                                                                  | Bronze                                                                        |
| -------------------------------- | ----------------------------------------------------------------------- | ---------------------------------------------------------------------- | ----------------------------------------------------------------------------- |
| Pista normal individual detalhes | Espen Bredesen NOR Noruega                                              | Lasse Ottesen NOR Noruega                                              | Dieter Thoma GER Alemanha                                                     |
| Pista longa individual detalhes  | Jens Weißflog GER Alemanha                                              | Espen Bredesen NOR Noruega                                             | Andreas Goldberger AUT Áustria                                                |
| Pista longa por equipes detalhes | Hansjörg Jäkle Christof Duffner Dieter Thoma Jens Weißflog GER Alemanha | Jinya Nishikata Takanobu Okabe Noriaki Kasai Masahiko Harada JPN Japão | Heinz Kuttin Christian Moser Stefan Horngacher Andreas Goldberger AUT Áustria |

## Quadro de medalhas
| Ordem | País         | Medalha de ouro | Medalha de prata | Medalha de bronze |   |
| ----- | ------------ | --------------- | ---------------- | ----------------- | - |
| 1     | GER Alemanha | 2               |                  | 1                 | 3 |
| 2     | NOR Noruega  | 1               | 2                |                   | 3 |
| 3     | JPN Japão    |                 | 1                |                   | 1 |
| 4     | AUT Áustria  |                 |                  | 2                 | 2 |
| TOTAL | TOTAL        | 3               | 3                | 3                 | 9 |